# Luc Marquet
Luc Marquet (ur. 15 kwietnia 1970 w Lyonie) – francuski siatkarz, reprezentant kraju. W drużynie narodowej w latach 1990–2003 rozegrał 325 meczów.

## Osiągnięcia

### Osiągnięcia klubowe
- 2001 – Puchar Włoch
- 2001 – Puchar CEV

### Osiągnięcia reprezentacyjne
- 1990 – 5. miejsce w Lidze Mistrzów
- 1991 – 9. miejsce na Mistrzostwach Europy w Niemczech
- 1992 – 9. miejsce na Olimpiadzie
- 1993 – 9. miejsce na Mistrzostwach Europy w Finlandii
- 1997 – 4. miejsce na Mistrzostwach Europy w Holandii
- 1999 – 6. miejsce na Mistrzostwach Europy w Austrii
- 2001 – 7. miejsce na Mistrzostwach Europy w Czechach
- 2002 – 3. miejsce na Mistrzostwach Świata w Argentynie
- 2003 – 2. miejsce na Mistrzostwach Europy w Niemczech